# Lecanostictopsis syzygii
Lecanostictopsis syzygii är en svampart som först beskrevs av Ciccar., och fick sitt nu gällande namn av B. Sutton & Crous 1997. Lecanostictopsis syzygii ingår i släktet Lecanostictopsis, divisionen sporsäcksvampar och riket svampar.   Inga underarter finns listade i Catalogue of Life.